# Wybory parlamentarne w Mongolii w 1992 roku
Wybory parlamentarne w Mongolii w 1992 roku odbyły się 28 czerwca. Były to pierwsze wybory parlamentarne przeprowadzone w Mongolii po przyjęciu w styczniu 1992 roku nowej konstytucji. Frekwencja w wyborach wyniosła 95,6% uprawnionych do głosowania (1.037.392 ludzi). Wybory wygrała Mongolska Partia Ludowo-Rewolucyjna.
| Partia                              | % poparcja | Liczba Mandatów |
| ----------------------------------- | ---------- | --------------- |
| Mongolska Partia Ludowo-Rewolucyjna | ?          | 70              |
| Koalicja Demokratyczna              | ?          | 4               |
| Partia Socjaldemokratyczna          | ?          | 1               |
| Niezależni                          | ?          | 1               |
| Suma                                | –          | 76              |